# Maurice Siegel
Pour les articles homonymes, voir Siegel.
Maurice Siegel, né le 22 mai 1919 à Paris où il est mort le 4 février 1985, est un journaliste français.

## Biographie
Il est le premier directeur de l'information à Europe n°1 donnant à la station son style particulier et sa notoriété dans ce domaine. Il en devient le directeur général en 1961. Il s'entoure en particulier des journalistes André Arnaud, Albert Ducrocq, Jean Gorini et Jacques Paoli. 
Il est licencié d'Europe 1 en 1974 à la demande du premier ministre de l'époque, Jacques Chirac, s’en prenant au ton général de la station qu’il accuse de « persiflage ».
En 1977, Maurice Siegel fonde le magazine VSD avec, entre autres, Jean Gorini et Georges Dambier.

## Ouvrage
- Vingt ans ça suffit, dans les coulisses d'Europe n°1, Plon, 1975.